# Parti socialiste progressiste d'Ukraine

Drapeau du Bloc Nataliya Vitrenko.

Le Parti socialiste progressiste d'Ukraine (Prohresivna Sotsjalistychna Partiya Ukrayiny) est un parti politique ukrainien de tendance socialiste et populiste, pro-russe et panslave, fondé en 1996, hostile à l'Union européenne, au Fonds monétaire international et à l'OTAN, partisan de l'alliance avec la Russie et la Biélorussie. Accusé d'entretenir des liens avec la Russie, il est banni le 20 mars 2022 dans le contexte de l'invasion de l'Ukraine par la Russie.

## Histoire
Le Parti socialiste progressiste d'Ukraine est issu d'une dissidence du Parti socialiste d'Ukraine conduite par Nataliya Vitrenko, qui reproche au PSU son « révisionnisme ». Candidate à l'élection présidentielle de 1999, elle arrive en quatrième position en obtenant 10,97 % des voix, performance qu'elle ne réédite pas lors de sa seconde candidature en 2004 (1,53 % des voix).
Aux élections législatives de 1998, le PSPU a pu faire élire quatorze députés, ayant obtenu 4 % des voix, performance qu'il n'a plus réédité depuis, en dépit de la constitution d'une coalition avec d'autres petites forces pro-russes, l'Opposition populaire.
Accusé d'entretenir des liens avec la Russie, il est banni aux côtés de 10 autres partis par le président Volodymyr Zelensky le 20 mars 2022 dans le contexte de l'invasion de l'Ukraine par la Russie.

## Élections
|      |  |      |  |      |  |      |  |  |
| 1998 |  | 2002 |  | 2006 |  | 2007 |  |  |